# 海德尔·阿巴迪
海德尔·阿巴迪（阿拉伯語：حيدر العبادي；1952年4月25日—）是一位伊拉克政治人物，2014年8月11日，他被伊拉克总统福阿德·马苏姆提名为新一任总理候选人，9月8日正式上任。2003年9月至2004年6月曾任通信部长。萨达姆时期他流亡于英国伦敦。

## 生平
他15岁就加入达瓦党，并逐步成为该党的重要成员。1980年获得英国曼彻斯特大学电气工程博士学位。在萨达姆统治期间，他长年流亡英国，曾是负责英国广播公司（BBC）布什大厦和“世界新闻网”总部的升降梯工程师。2003年萨达姆政权倒台后，他返回伊拉克积极从政，曾担任通讯部长和议会经济委员会主席。2013年7月任伊拉克国民议会副议长。

## 担任总理
伊拉克危机爆发以来，马利基被多方广泛批评，称其恶化了本国的教派纷争，让恐怖组织ISIS有可乘之机。伊拉克国民议会什叶派党团联盟“全国联盟”提名阿巴迪为新总理，8月11日正式获得总统提名。阿巴迪同2006年来一直担任伊拉克总理的努里·马利基都属于什叶派。马利基起初反对总统的提名拒绝下台，后来又表示愿意辞职让位，阿巴迪也得到了美国等西方国家政府的支持，9月8日就职。